# Mount Henry Lucy
Mount Henry Lucy ist ein 3020 m hoher und markanter Berg in der antarktischen Ross Dependency. Er ragt 4 km südsüdöstlich des Mount White am südlichen Ende der Supporters Range im Transantarktischen Gebirge auf. 
Die Südpolgruppe der Nimrod-Expedition (1907–1909) unter der Leitung des britischen Polarforschers Ernest Shackleton entdeckt ihn. Benannt ist der Berg nach dem britischen Journalisten William Henry Lucy (1842–1924), der sich für die Öffentlichkeitsarbeit im Vorfeld der Expedition und für die finanzielle Unterstützung durch die britische Regierung eingesetzt hatte.